# Anelosimus elegans
Anelosimus elegans là một loài nhện trong họ Theridiidae.
Loài này thuộc chi Anelosimus. Anelosimus elegans được miêu tả năm 2006 bởi Agnarsson.